# Ivan Penev (sciatore)
Ivan Penev (in bulgaro Иван Пенев?; 20 gennaio 1950) è un ex sciatore alpino bulgaro.

## Biografia
Sciatore polivalente, Penev debuttò in campo internazionale in occasione dei Mondiali di Val Gardena 1970, dove si classificò 72º nella discesa libera, 64º nello slalom gigante e non completò lo slalom speciale; agli XI Giochi olimpici invernali di Sapporo 1972, sua prima presenza olimpica, si piazzò 40º nella discesa libera, 32º nello slalom gigante, 27º nello slalom speciale e 8º nella combinata disputata in sede olimpica ma valida solo per i Mondiali 1972. 
Ai Mondiali di Sankt Moritz 1974 fu 63º nella discesa libera, 37º nello slalom gigante e non completò lo slalom speciale; ai XII Giochi olimpici invernali di Innsbruck 1976, sua congedo agonistico, si classificò 48º nella discesa libera, 31º nello slalom gigante, 28º nello slalom speciale e 11º nella combinata  disputata in sede olimpica ma valida solo per i Mondiali 1976. Non debuttò in Coppa del Mondo.